# Ratpenat frugívor rogenc
El ratpenat frugívor rogenc (Stenoderma rufum) és una espècie de ratpenat de la família dels fil·lostòmids, ubicada dins del gènere monotípic Stenoderma, i que viu a Puerto Rico i les Illes Verges Nord-americanes. Habita els boscos secs tropicals o subtropicals.

## Estat de conservació
Tot i que el ratpenat frugívor rogenc viu a Puerto Rico i les Illes Verges Nord-americanes, no s'ha registrat cap individu a les Illes Verges Nord-americanes durant els últims 30 anys. Es tracta d'un espècie catalogada com a vulnerable, ja que és molt rara i està amenaçada pels huracans i l'home, que són les principals amenaces d'aquesta espècie però no les úniques.

## Subespècies
- Stenoderma rufum darioi
- Stenoderma rufum rufum